# Herforder Weihnachtsmarkt

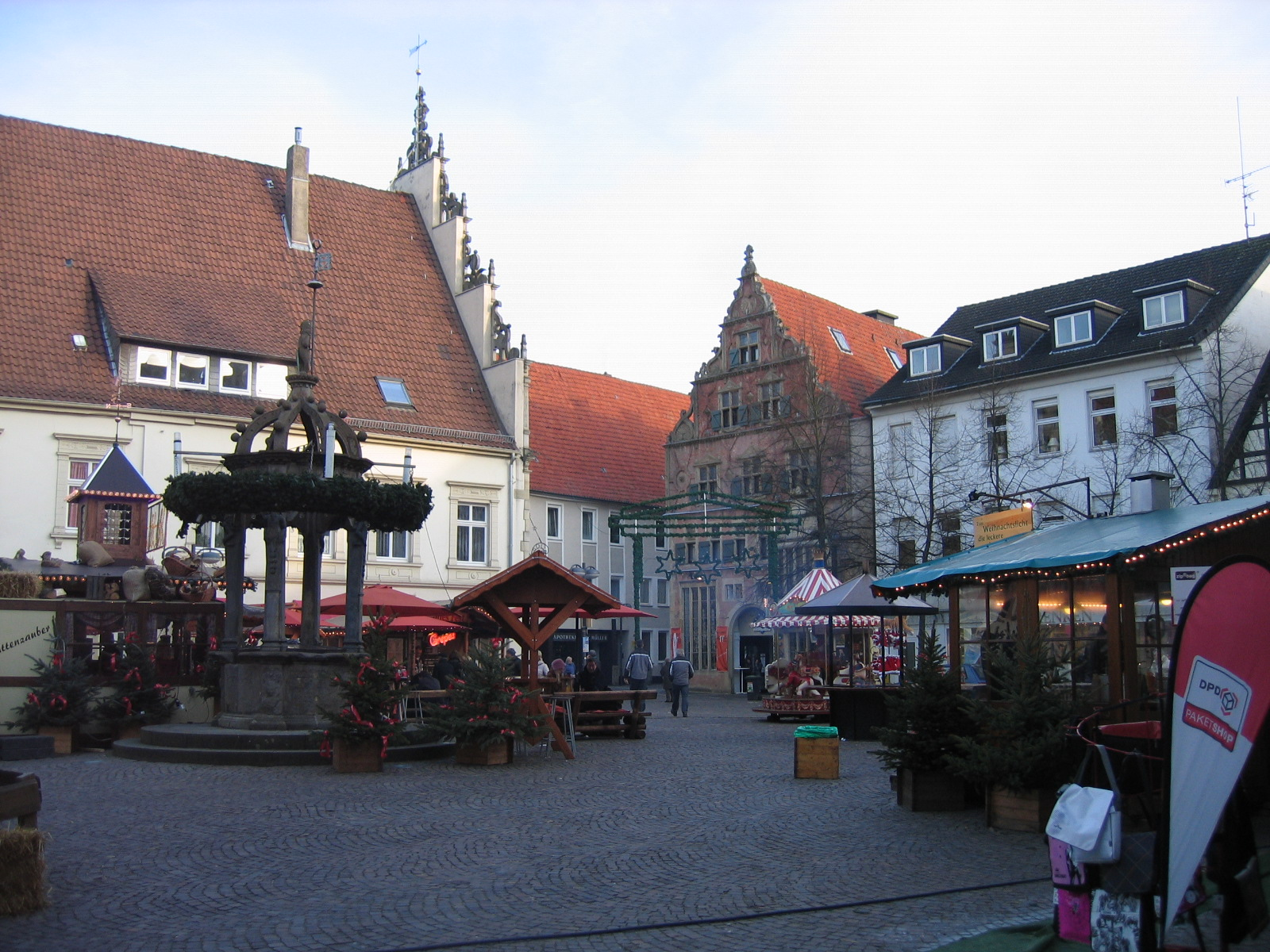
Herforder Weihnachtsmarkt auf dem Neuen Markt (2009)

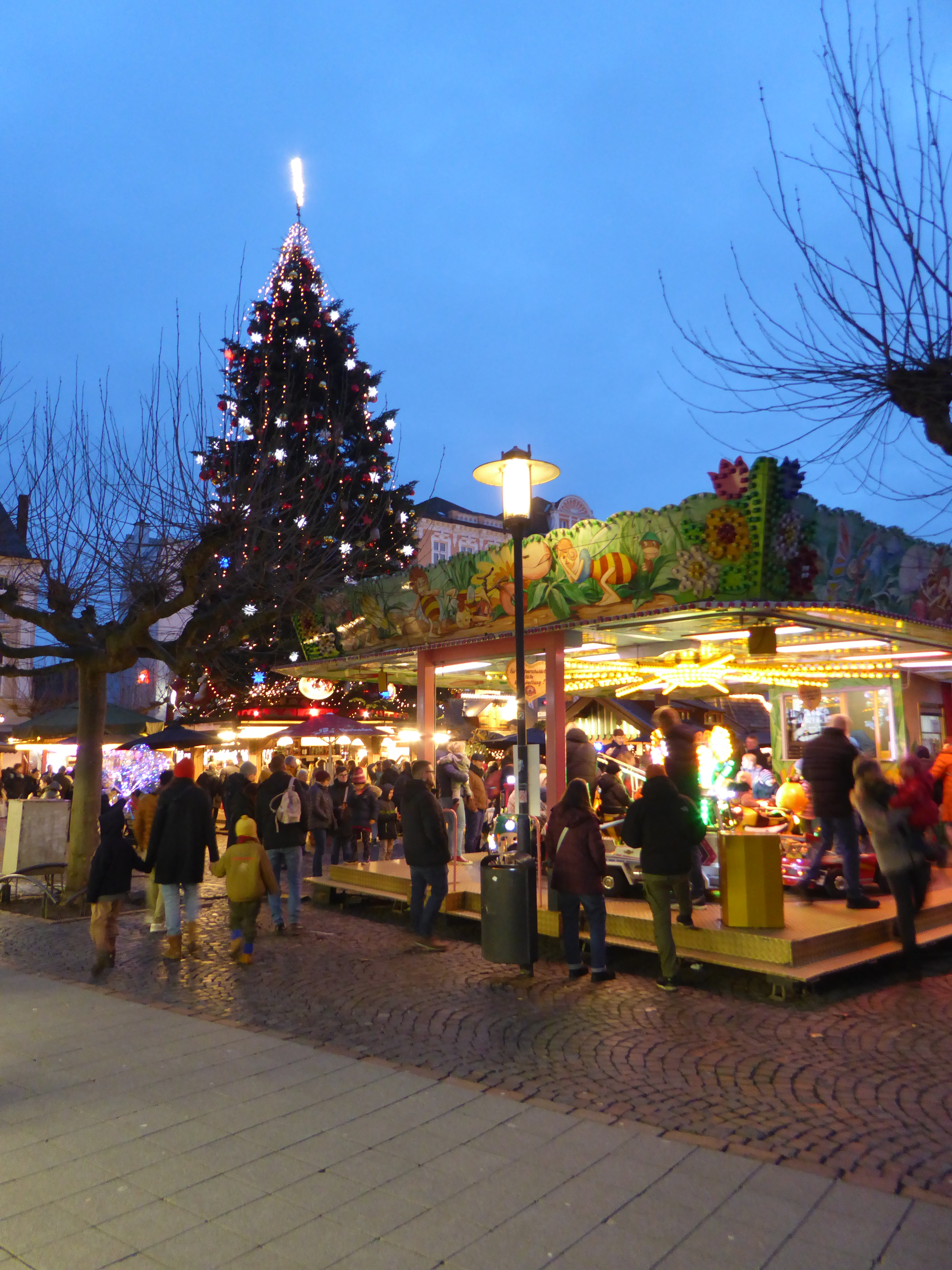
Weihnachtsmarkt Herford (2023)

Der Herforder Weihnachtsmarkt, der seit einigen Jahren Herforder Weihnachtslicht heißt, wird von Montag vor dem 1. Advent bis zum 30. Dezember in der Herforder Innenstadt ausgerichtet. In der gesamten Innenstadt leuchten während der Zeit über 50.000 Lichter. Traditionell sticht der Bürgermeister den Weihnachtsmarkt mit einem Fassbier, dem Weihnachtsbier der Herforder Brauerei an.

## Angebote und Aufbau
Der Weihnachtsmarkt findet dezentral auf den sechs Innenstadtplätzen Alter Markt, Münsterkirchplatz, Rathausplatz, Neuer Markt, Linnenbauerplatz und Gänsemarkt statt, wobei jeder Platz einen thematischen Schwerpunkt hat.

### Alter Markt
Der Alte Markt ist der zentrale Platz des Weihnachtsmarktes mit zahlreichen Speise- und Getränkeständen. In der Mitte des Platzes steht der 20 Meter hohe geschmückte und beleuchtete Weihnachtsbaum, an dem die „Herforder Lebenslichter“ hängen. Dabei handelt es sich um 122 zusätzliche Sterne, die an der sogenannten „Ravensberger Himmelspforte“ leuchten. Für jedes im Klinikum Herford und im Mathilden-Hospital geborene Kind wird seit 2013 jeweils ein zuerst weißer Stern farbig leuchten: rot für ein Mädchen und blau für einen Jungen. Zusätzlich begrüßt eine Fanfare den neuen Herforder Bürger. Auf einer Anzeigentafel können Weihnachtsmarkt-Besucher nachschauen, wie viele Kinder während des Weihnachtsmarktes bereits geboren wurden. Zum Abschluss am 30. Dezember werden die Neugeborenen und ihre Eltern von den Herforder Schornsteinfegern auf dem Alten Markt begrüßt.

### Münsterkirchplatz

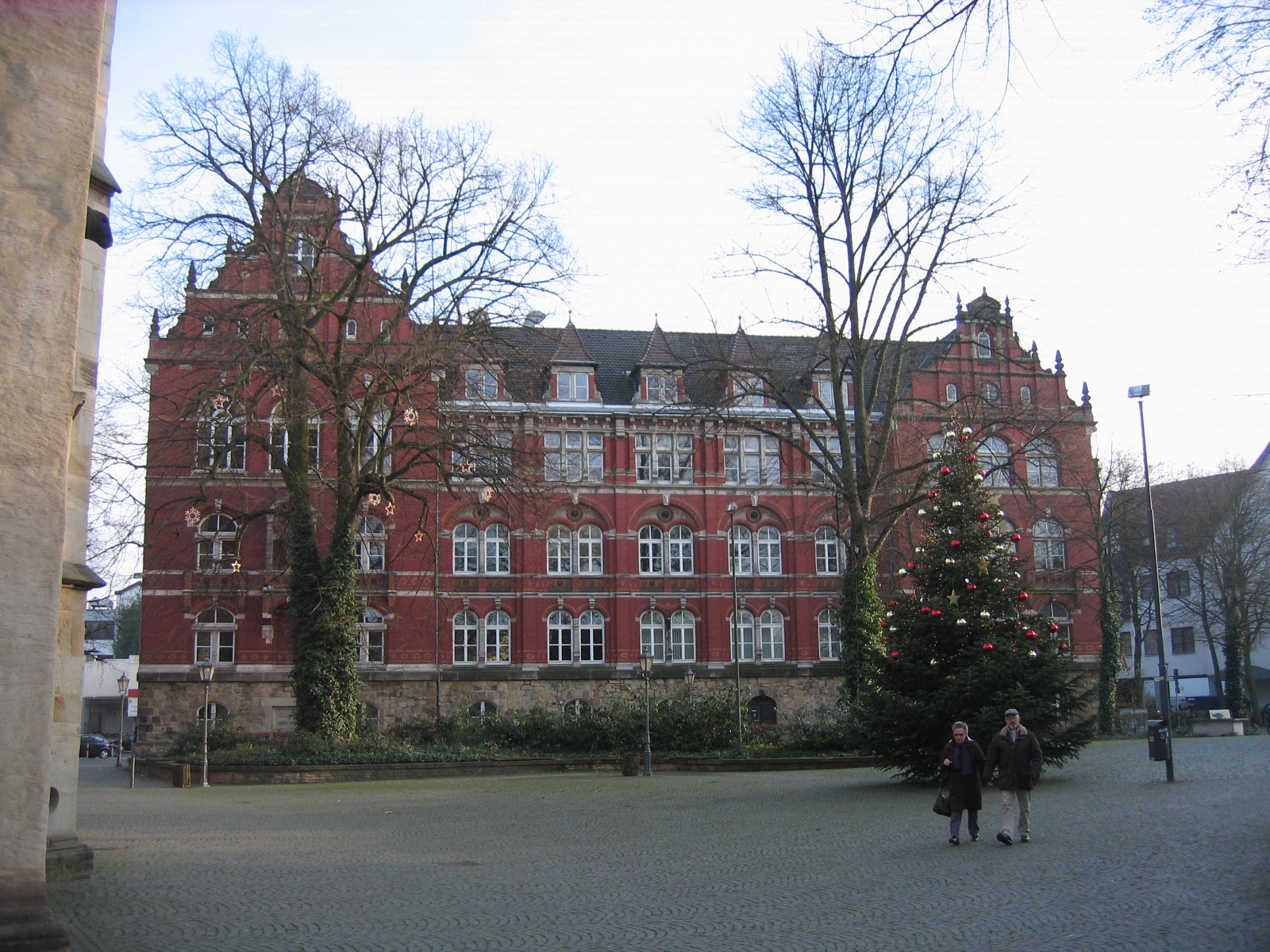
Münsterkirchplatz (2009)

Auf dem Münsterkirchplatz gibt es überwiegend Verkaufsstände, die einem Kunsthandwerkerdorf nachempfunden sind. An einigen Holzhütten werden selbstgemachte Weihnachtsartikel angeboten, wie zum Beispiel Holzdekorationen, Karten und Papierwaren, Mützen, Schals, handgemachte Seifen und Porzellanengel. Am Weihnachtspostamt können Wunschzettel in einen Postkasten geworfen werden. Sofern ein Absender angegeben ist, werden die Briefe beantwortet. Außerdem werden dort Weihnachtsbäume verkauft. Direkt an der Münsterkirche steht eine Krippe mit beweglichen Tier- und Krippenfiguren.

### Rathausplatz

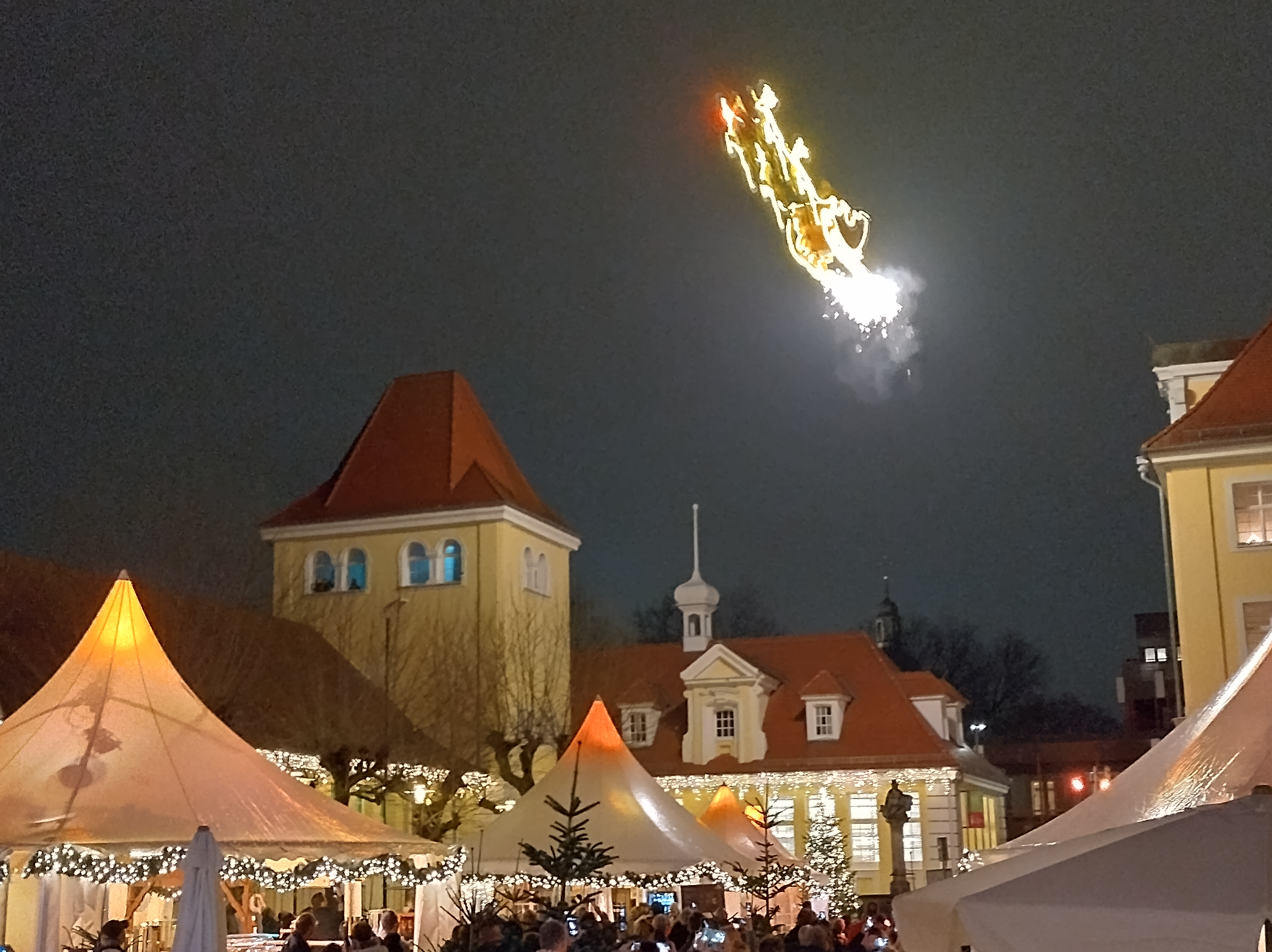
Fliegender Weihnachtsmann (2023)

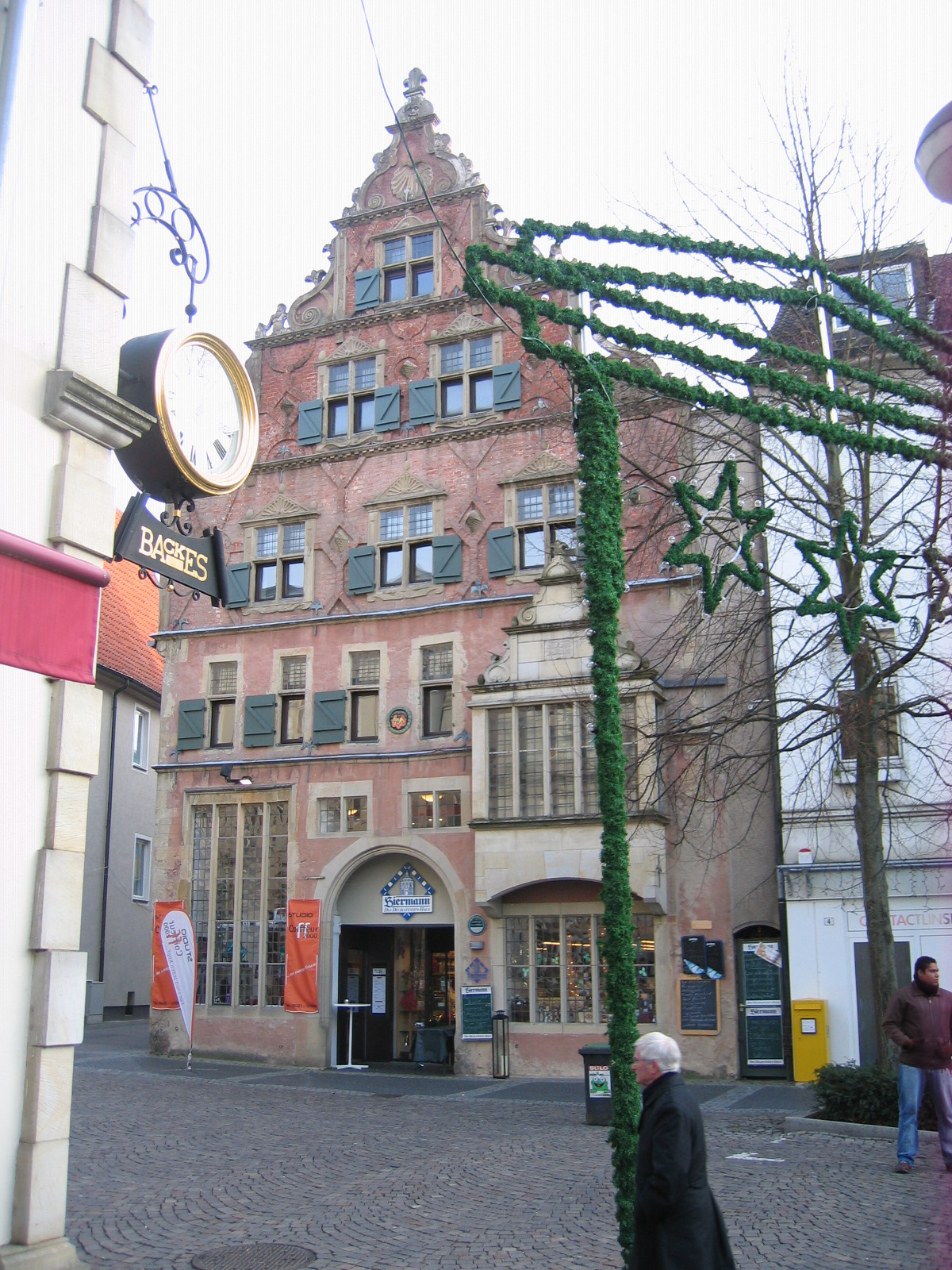
Neuer Markt (2009)

Auf dem Rathausplatz gibt es als besondere Attraktion einen Fliegenden Weihnachtsmann. Zusätzlich ist ab 2024 Eisstockschießen möglich.

### Neuer Markt, Linnenbauerplatz und Gänsemarkt
Auf dem Neuen Markt, der mit einem „Lichterdach“ überspannt ist, gibt es Getränke- und Essensstände.
Auf dem Linnenbauerplatz ist unter anderem das „Almrausch-Zelt“ mit Sitzmöglichkeiten aufgebaut.
Der Gänsemarkt soll Familien mit Kindern ansprechen. Es gibt dort einen Märchenwald mit kleinen Hütten, in denen Märchenfiguren stehen, sowie Karussells und eine Kindereisenbahn.

## Veranstaltungen

### Seiffener Kunsthandwerkermarkt in der Markthalle
Im Veranstaltungsraum der Kleinen Markthalle wird an einem verlängerten Wochenende ein „Seiffener Kunsthandwerkermarkt“ mit einer vorweihnachtlichen Spielzeugausstellung ausgerichtet, an dem Erzgebirgische Volkskunst angeboten wird.

### Kunsthandwerkermarkt und Weihnachtsbasar im Alten Güterbahnhof
Am 1. Adventswochenende wird im Alten Güterbahnhof ein Kunsthandwerkermarkt und der Weihnachtsbasar der Lebenshilfe Herford ausgerichtet. Dort gibt es Schmuck, Seife, Textiles, Dekoration, Karten, Gestecke und vieles mehr. Die Besucher können auch bei der Herstellung von Glasschmuck oder Vogelhäusern zusehen.

### Veranstaltungen an einzelnen Tagen
Am 6. Dezember kommt der Nikolaus mit einem Boot über die Werre bis zum Bergertor, wo ihn bereits einige Kinder erwarten. Von dort zieht er über die Innenstadtplätze durch die Stadt bis zum Gänsemarkt, wo er die mitgebrachten Geschenke an die Kinder verteilt, die ihn begleitet haben.
Jedes Jahr in der Adventszeit wird das Friedenslicht aus Bethlehem von einer Herforder Pfadfindergruppe von einem europäischen Ort abgeholt und nach Herford gebracht. Nach der Ankunft der Pfadfinder findet am 3. Advent auf dem Münsterkirchplatz eine kleine Aussendungsfeier statt.
Seit 2021 fährt an einem Wochenende eine Treckerparade mit bunt beleuchteten Traktoren durch die Innenstadt. Die Lichterfahrt, an der Herforder und Bielefelder Landwirte teilnehmen, soll unter dem Motto „Ohne Bauern geht es nicht“ auf die hohe Bedeutung regionaler Landwirtschaft hinweisen. Der Zug endet auf dem Rathausplatz, wo die Bürger mit den Landwirten ins Gespräch kommen können. Im Jahr 2022 nahmen knapp 100 Trecker teil, so dass der Zug eine Länge von fünf Kilometern hatte. Er wurde von mehr als 10.000 Schaulustigen bestaunt.
Am 23. Dezember treffen sich auf dem Alten Markt ehemalige Herforder, um sich nach Jahren wiederzusehen. Die Veranstaltung trägt den Namen Blau unterm Baum.
Am letzten Tag des Weihnachtsmarktes ziehen Schornsteinfeger aus dem gesamten Kreis Herford durch die Innenstadt, um den Menschen Glück für das kommende Jahr zu wünschen.

## Besucher
2021 besuchten trotz Corona über 100.000 Gäste den Weihnachtsmarkt. 2022 wurden 150.000 Besucher geschätzt.

## Geschichte
Nach Aussage eines Zeitzeugen standen bereits 1946 oder 1947 in der Vorweihnachtszeit einmalig einige Buden auf dem Wilhelmsplatz. Von 1950 bis Anfang der 1960er Jahre wurden dann für ein bis zwei Wochen einige Stände und ein Kinderkarussell an der Johanniskirche auf dem Neuen Markt aufgebaut. 1966 gab es auf Betreiben zweier Geschäftsleute die erste Weihnachtsbeleuchtung in einigen Geschäften und den ersten offiziellen Weihnachtsmarkt auf dem Alten Markt. Gleichzeitig gab es auch auf dem Neuen Markt einige Weihnachtsstände. Von Mitte der 1960er Jahre bis Mitte der 2010er Jahre waren über den Straßen an den Standorten der fünf mittelalterlichen Stadttore Lichter in Form von Stadttoren aufgebaut.